# ドレイヤー&レインボールド・レーシング
ドレイヤー&レインボールド・レーシング(Dreyer & Reinbold Racing)はインディカー・シリーズに参戦しているアメリカ合衆国のレーシングチーム。
シリーズ1勝を挙げているロビー・ビュールが共同オーナーとして、インディアナポリスBMW、インフィニティ、フォルクスワーゲンのディーラーであるデニス・レインボールドと共にチームを所有している。

## 歴史

### 2000年 - 2006年
2000年に設立されて以来、当初は主流であったオーロラ（オールズモビル）だったが、直後にインフィニティにスイッチし、インフィニティがシリーズを撤退するまで同エンジンを使用した数少ないチームの1つで、その後はシボレー、最終的にはホンダにエンジンを変更している。
ビュールが2004年に引退した際、後任にフェリペ・ジアフォーネを起用し、その後はホンダからの財政的な支援のあるロジャー安川を起用した。
2006年は、ホンダからの支援が無くなり、ビュールがチームを運営することが財政的に無理ならやめると一貫して述べていたようにチームの存続が危ぶまれたが、スポンサーが見つかり2000年のシリーズチャンピオン、バディ・ラジアーをドライバーとして起用した。
チームの絶頂期であった2001年と2002年にはサラ・フィッシャーのためにセカンドカーを走らせており、また、2006年のインディ500ではアル・アンサーJrがセカンドカーを走らせた。
チームの唯一の勝利は、2000年シーズンの開幕戦であるウォルト・ディズニー・ワールド・スピードウェイで記録された。ビュールは22番グリッドからスタートしての勝利で、しかもチームとしてのデビューウィンであった。
資金不足のチームはトップチームを相手に奮闘したが、2006年はライアン・ブリスコーがウェットコンディションの中ですばらしいスピードを見せたワトキンズ・グレン・インターナショナルで表彰台に登ったのがベストリザルトとなったが、その他は目立った成績はほとんど無かった。

### 2007年・2008年
2007年、チームは元フェルナンデス・レーシングのエンジニア2人を迎え、新しいスポンサーを獲得し、2007年1月31日には2004年のインディ500勝者のバディ・ライスとサラ・フィッシャーがドライブすることを発表した。
ライスはまずまずのパフォーマンスを見せ3回のトップ5フィニッシュを含め、ポイントランキング9位でシーズンを終えたが、フィッシャーはしばしばセカンド扱いで平均的ではない機材を与えられどうにかランキング17位となったものの、チームから自分の努力に対する評価が足りないとして、2007年後半チームを去ることを発表した。
ライスがチームに戻った2008年、チームはセカンドカーをミルカ・デュノーとタウンゼント・ベルでシェアして2台体制で参戦、インディ500では3人全員で参加し、ライスとベルがそれぞれ8位と10位というトップ10でフィニッシュする一方、デュノーは19位でレースを終えた。

### 2013年以降
2013年以降は主要なスポンサーシップの獲得ができず、インディカー・シリーズのフル参戦は果たせていない。2014年以降はセージ・カラムやタウンゼント・ベルがインディ500のみに参加するにとどまっている。

## 所属ドライバー

### 現シーズン（2024年）
- No.23  ライアン・ハンター＝レイ（2023年-）
- No.24  コナー・デイリー（2024年-）

### 過去の所属ドライバー
- ロビー・ビュール（英語版）（2000年 - 2004年）
- スティーヴ・ナップ（英語版）（2000年）
- サラ・フィッシャー（2002年 - 2003年, 2006年 - 2007年）
- ミーモ・ギドリー（英語版）（2002年）
- フェリペ・ジアフォーネ（2004年）
- バディ・ラジアー（英語版）（2004年, 2006年)
- ジェフ・バックナム（英語版）（2005年）
- ロジャー安川（2005年, 2007年, 2009年）
- アル・アンサー・ジュニア（2006年）
- ライアン・ブリスコー（2006年）
- バディ・ライス（2007年 - 2008年）
- タウンゼント・ベル（2008年, 2015年）
- ミルカ・デュノー（2008年 - 2009年）
- ジョン・アンドレッティ（2009年）
- マイク・コンウェイ（2009年 - 2010年）
- トーマス・シェクター（2009年 - 2010年）
- デイビー・ハミルトン（英語版）（2009年, 2011年)
- ダレン・マニング（2009年）
- グラハム・レイホール（2010年）
- ポール・トレイシー（2010年 - 2011年)
- J.R.ヒルデブランド（2010年, 2018年- 2020年）
- ジャスティン・ウィルソン（2010年 - 2011年）
- アナ・ベアトリス（2010年 - 2011年）
- シモン・パジェノー（2011年）
- ジョルジオ・パンターノ（2011年）
- オリオール・セルビア（2012年 - 2013年）
- セージ・カラム（2014年, 2016年- 2022年）
- サンティノ・フェルッチ（2022年）
- グラハム・レイホール（2023年）